# Trichastoma
Trichastoma – rodzaj ptaków z rodziny dżunglaków (Pellorneidae).

## Zasięg występowania
Rodzaj obejmuje gatunki występujące w orientalnej Azji.

## Morfologia
Długość ciała 13–18 cm; masa ciała 18,5–28 g.

## Systematyka

### Etymologia
- Trichastoma: gr. θριξ thrix, τριχος trikhos „włosy”; στομα stoma, στοματος stomatos „usta”[6].
- Aethostoma: αηθης aēthēs „niezwykły”, od negatywnego przedrostka α- a-; ηθος ēthos „zwyczaj, charakter”; στομα stoma, στοματος stomatos „usta”[7]. Nowa nazwa dla Trichastoma.

### Podział systematyczny
Do rodzaju należą następujące gatunki:
- Trichastoma cinereiceps (Tweeddale, 1878) – dżunglak szarogłowy
- Trichastoma malaccense (Hartlaub, 1844) – dżunglak kusy
- Trichastoma bicolor (Lesson, 1839) – dżunglak rdzawy
- Trichastoma rostratum Blyth, 1842 – dżunglak rdzaworzytny
- Trichastoma celebense Strickland, 1849 – dżunglak białogardły
- Trichastoma albiventre (Godwin-Austen, 1877) – dżunglak białobrzuchy
- Trichastoma buettikoferi Vorderman, 1892 – dżunglak sumatrzański
- Trichastoma pyrrogenys (Temminck, 1827) – dżunglak przepasany
- Trichastoma tickelli (Blyth, 1859) – dżunglak płowy